# NGC 1166
NGC 1166 est une vaste galaxie spirale située dans la constellation du Bélier. NGC 1166 a été découverte par l'astronome allemand Albert Marth en 1864.

## Caractéristiques
Sa vitesse par rapport au fond diffus cosmologique est de 7 579 ± 16 km/s, ce qui correspond à une distance de Hubble de 111,8 ± 7,8 Mpc (∼365 millions d'al).
À ce jour, une mesure non basée sur le décalage vers le rouge (redshift) donne une distance d'environ 118,000 Mpc (∼385 millions d'al). Cette valeur est à l'intérieur des valeurs de la distance de Hubble.
La classe de luminosité de NGC 1166 est I-II et elle présente une large raie HI.
En raison d'une brillance de surface égale à 14,00 mag/am2, on peut qualifier NGC 1166 de galaxie à faible brillance de surface (LSB en anglais pour low surface brightness). Les galaxies LSB sont des galaxies diffuses (D) avec une brillance de surface inférieure de moins d'une magnitude à celle du ciel nocturne ambiant.